# Martín Aquino, el último matrero
Martín Aquino, el último matrero es una película uruguaya de 1996, dirigida por Ricardo Romero, sobre la vida del célebre bandolero oriental Martín Aquino (1889-1917).

## Protagonistas
- Duilio Borch
- Lidia Yerdi
- Roberto Fontana
- Jorge Parreño
- Froilán Beriso
- Edgard Caballieri
- José Somoza
- Mauricio Cartagena
- Júver Salcedo